# Cucurbitaria pricesiana
Cucurbitaria pricesiana är en svampart som beskrevs av Bagnis. Cucurbitaria pricesiana ingår i släktet Cucurbitaria och familjen Cucurbitariaceae.   Inga underarter finns listade i Catalogue of Life.